# Station Muine Bheag
Station Muine Bheag is een spoorwegstation in Muine Bheag in het Ierse graafschap Carlow. Het station ligt aan de lijn Dublin - Waterford. Er vertrekken dagelijks zes treinen in de richting van Dublin en zeven richting Waterford.
Het station werd in 1848 geopend als Bagenalstown. Het werd gesloten in 1963. Bij de heropening in 1988 kreeg het de huidige naam.